# Мікаель Д'Алмейда
Мікаель Д'Алмейда  (фр. Michaël D'Almeida, 3 вересня 1987) — французький велогонщик, олімпійський медаліст.

## Виступи на Олімпіадах
| Олімпіада   | Дисципліна       | Місце |
| ----------- | ---------------- | ----- |
| Лондон 2012 | командний спринт | 2     |